# HP-20S

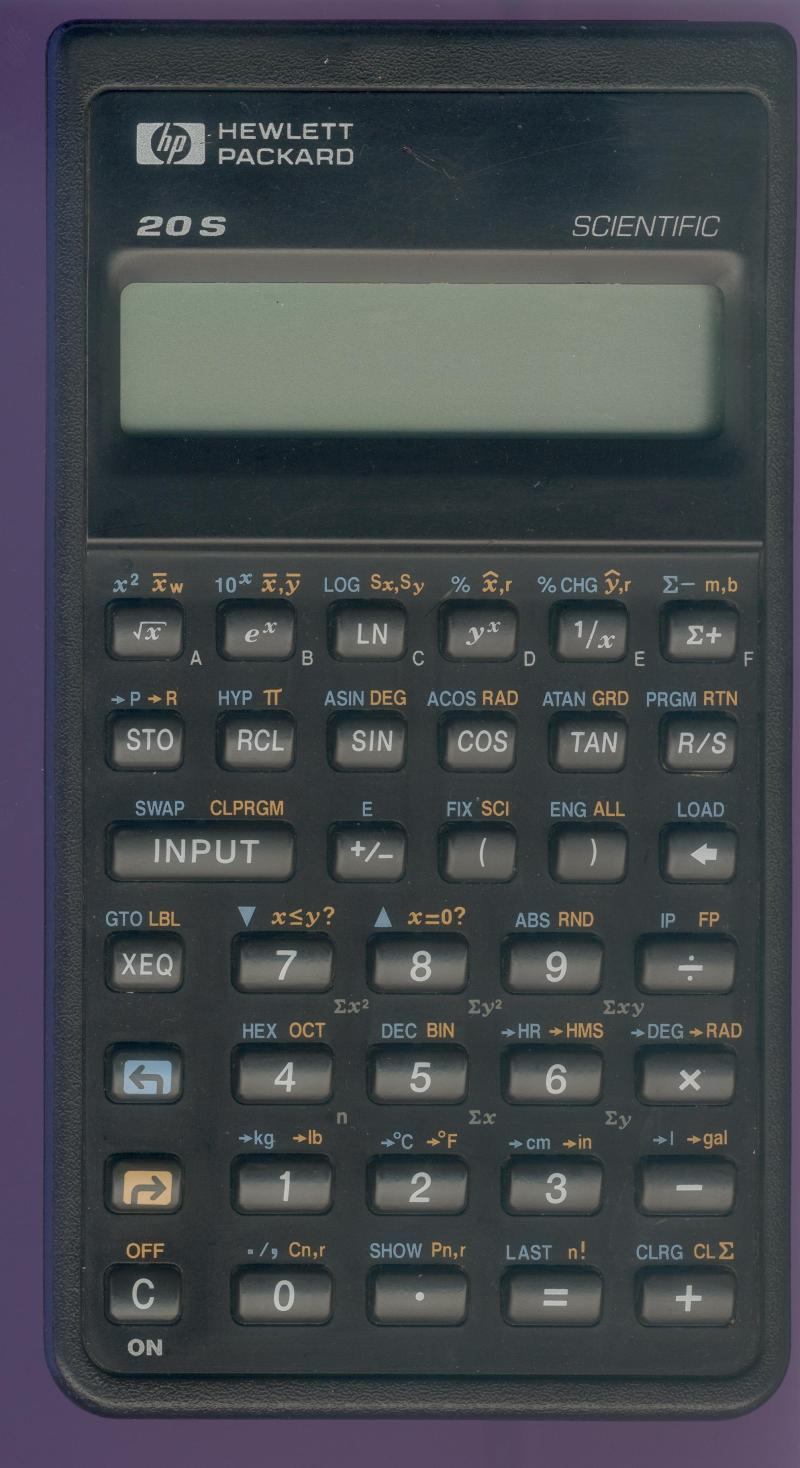
HP 20S

HP-20S – prosty naukowy kalkulator firmy Hewlett-Packard pracujący w trybie algebraicznym.
Posiada wszystkie typowe funkcje matematyczne, przeliczanie jednostek, statystykę, regresję liniową, tryby dziesiętny, dwójkowy, ósemkowy i szesnastkowy oraz możliwość prostego programowania. Zachowuje kolejność działań, co jest w przypadku kalkulatorów algebraicznych rzadkością.
Do tej samej linii kalkulatorów należy również algebraiczny model HP-10B, typowo finansowy.